# Rossano
Rossano est une frazione de Corigliano-Rossano de la province de Cosenza, dans la région de Calabre, en Italie.

## Géographie
Rossano est située dans la plaine de Sibari, entre la Sila et la côte ionienne, à environ 100 km au nord-est de Cosenza.

## Toponymie
Rossano viendrait du grec Ruskìa ou Rusianon, de Rusion (ρύσιον), « qui sauve », et de akron (άκρον), « promontoire », « hauteur ».
Dans l'Antiquité, les Romains lui donnèrent le nom de Ruscianum. Au Moyen-Âge, les Byzantins et les habitants hellénophones de la région nommaient la ville Ruskia, Ruskiané ou Rusiànon.
Jusqu'au XIXe siècle, les historiens français lui donnèrent le nom de Ruscie.

## Histoire
Fondée au XIe siècle av. J.-C. par les Œnotriens, la ville de Rossano tomba sous domination grecque autour du VIIe siècle av. J.-C. et fit partie de la Grande-Grèce. Au IIIe siècle av. J.-C., elle passa sous le contrôle de Rome qui l'appela Ruscianum.
Rossano fit partie de l'Empire romain (27 av. J.-C. – 395 ap. J.-C.) puis de l'Empire romain d'Occident (395-476) avant de tomber sous domination ostrogothique en 493.
Durant les guerres gothiques, la forteresse de Rossano fut assiégée et prise en 548 par Totila, roi des Ostrogoths. Reprise par les Byzantins du général Bélisaire, elle fit partie de l'Empire byzantin. Aux IXe et Xe siècles, Rossano résista aux attaques des musulmans qui avaient conquis la Sicile.
En 1060, elle fut conquise sur les Byzantins par les Normands qui l'intégrèrent au duché de Calabre. À partir de 1130, Rossano fit partie du royaume de Sicile, puis du royaume des Deux-Siciles (1816–1861) jusqu'à l'Unification italienne de 1861.
En 1836, un tremblement de terre causa la mort de plus de 200 personnes.

## Personnalités liées à Rossano
- Jean VII (650-707), pape de l'Église catholique né à Rossano
- Jean XVI, antipape de 997 à 998, né à Rossano
- Nil de Rossano (910-1005), saint gréco-italien natif de Rossano
- Théodora de Rossano († 980), abbesse dans le couvent de Sainte-Anastasie[1].
- Paolo Torelli (1576-1630), fut archevêque de Rossano de 1624 à 1629
- Urbain VII (1521-1590), pape italien qui fut archevêque de Rossano de 1553 à 1573
- Carlo Blasco (1635-1706), homme littéraire et historien
- Isabela de Rosis (1842 - 1911), sœur religieuse et fondatrice de la congrégation
- Alfredo Gradilone (1880-1972), historique
- Scipione Caccuri (1889-1981), scientifique en médecine du travail
- Giuseppe Ferrari (1912-1999), juriste, juge émérite de la Cour constitutionnelle
- Jean Josipovici (1914-1992), dramaturge, écrivain, réalisateur, scénariste et dialoguiste français mort à Rossano
- Marco De Simone (1914-1994), partisan et sénateur de la république
- Giovanni Sapia (1922-2018), homme littéraire et écrivain
- Giuseppe Carbone (1923-2013), juriste, président émérite de la Cour des comptes
- Domenico Berlingieri (1928-1996), scientifique en obstétrique et gynécologie
- Angelo Raffaele Bianco (1934), oncologiste
- Giuseppe Tucci (1940-2018), juriste
- Raffaele Casciaro (1943-2020), scientifique de la science du bâtiment
- Francesco Amarelli (1944), historien du droit romain
- Francesco Garritano (1952), philosophe théorique
- Giuseppe Novelli (1959), généticien
- Giovanni Bianco (1964), juriste et théoricien d'État

## Administration
| Période                                  | Période | Identité            | Étiquette | Qualité |
| ---------------------------------------- | ------- | ------------------- | --------- | ------- |
| 2011                                     |         | Giuseppe Antoniotti | PdL       | Sindaco |
| Les données manquantes sont à compléter. |         |                     |           |         |

### Communes limitrophes
Calopezzati, Corigliano Calabro, Cropalati, Crosia, Longobucco, Paludi

## Galerie de photos

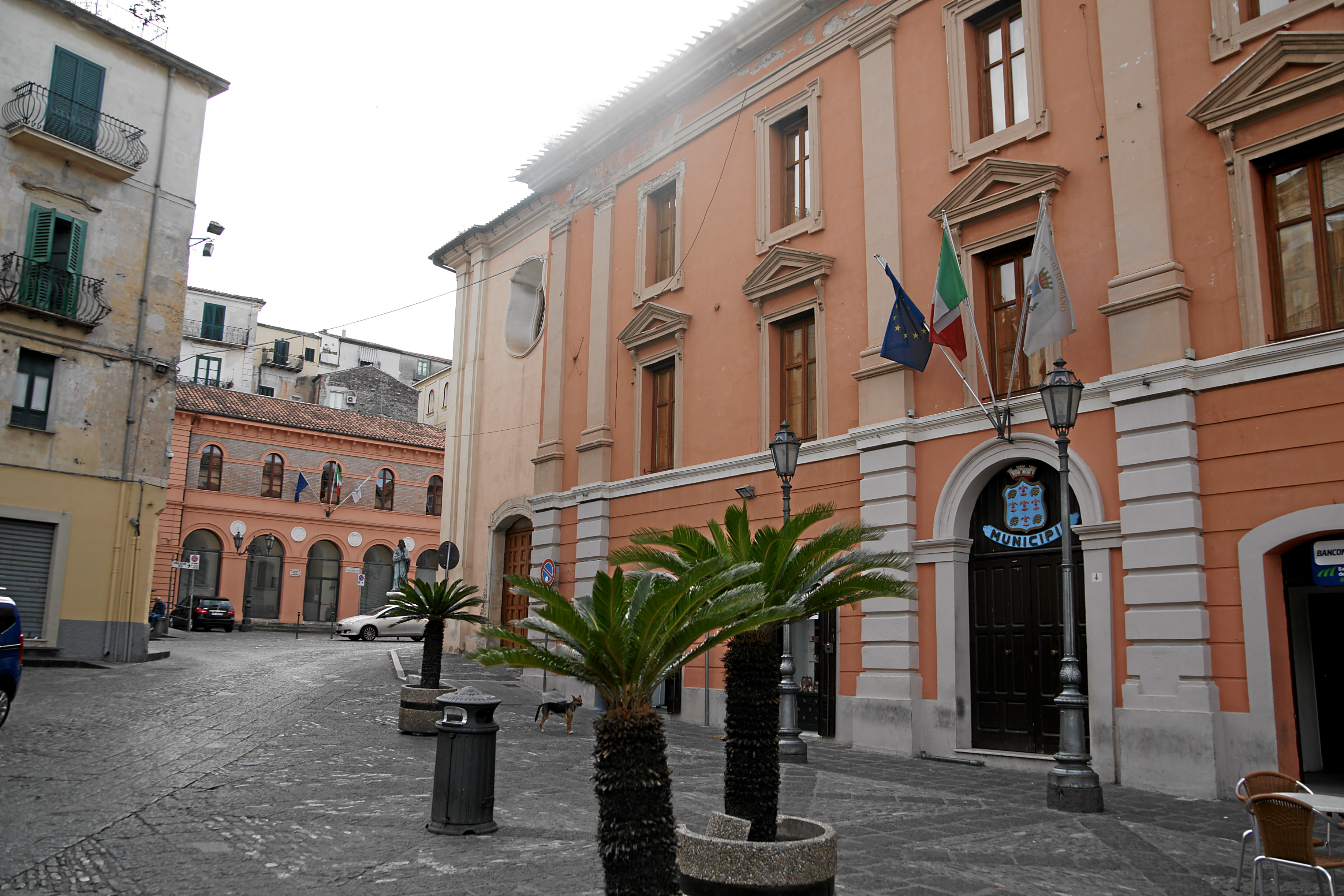
Hôtel de Ville
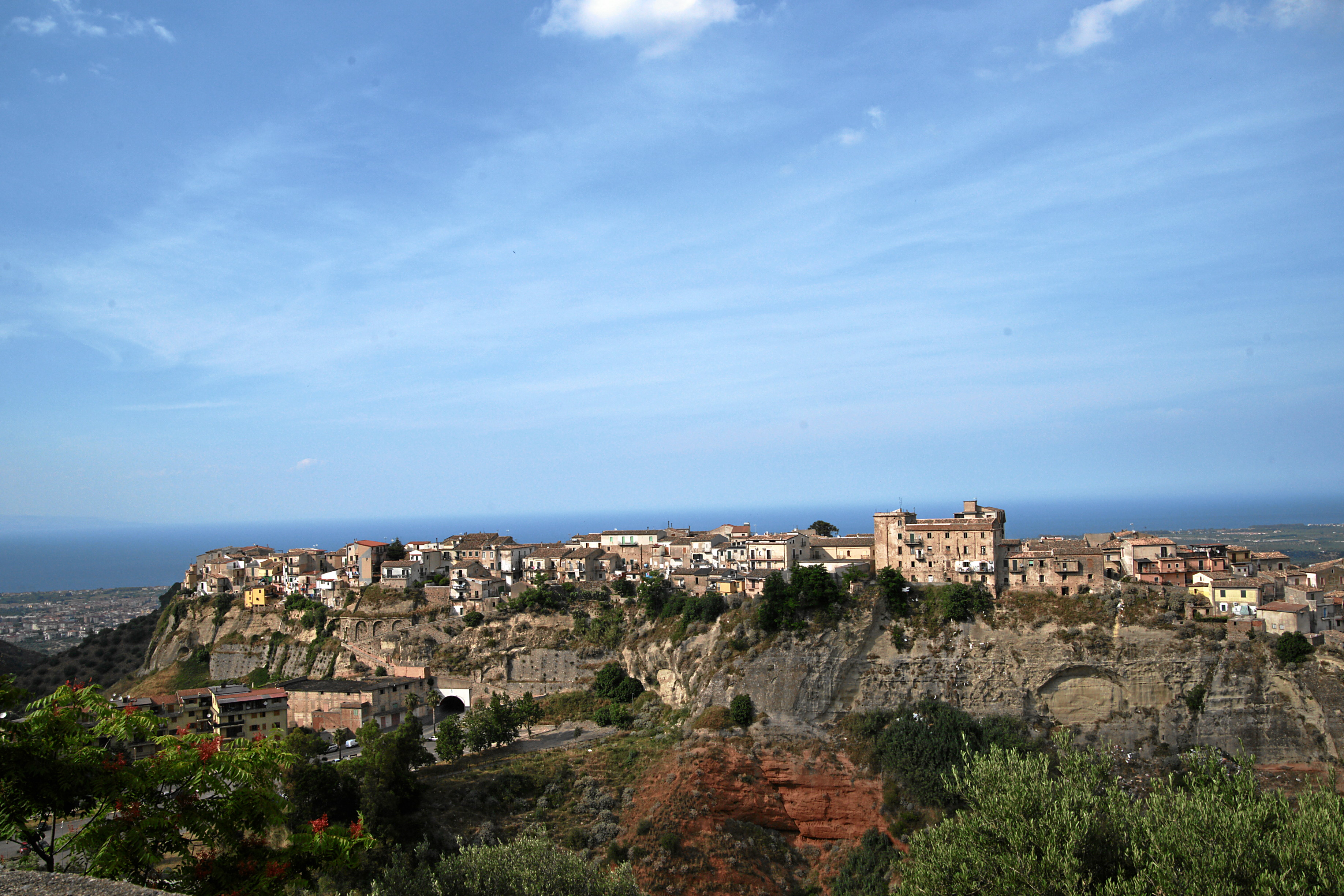
Le bourg perché
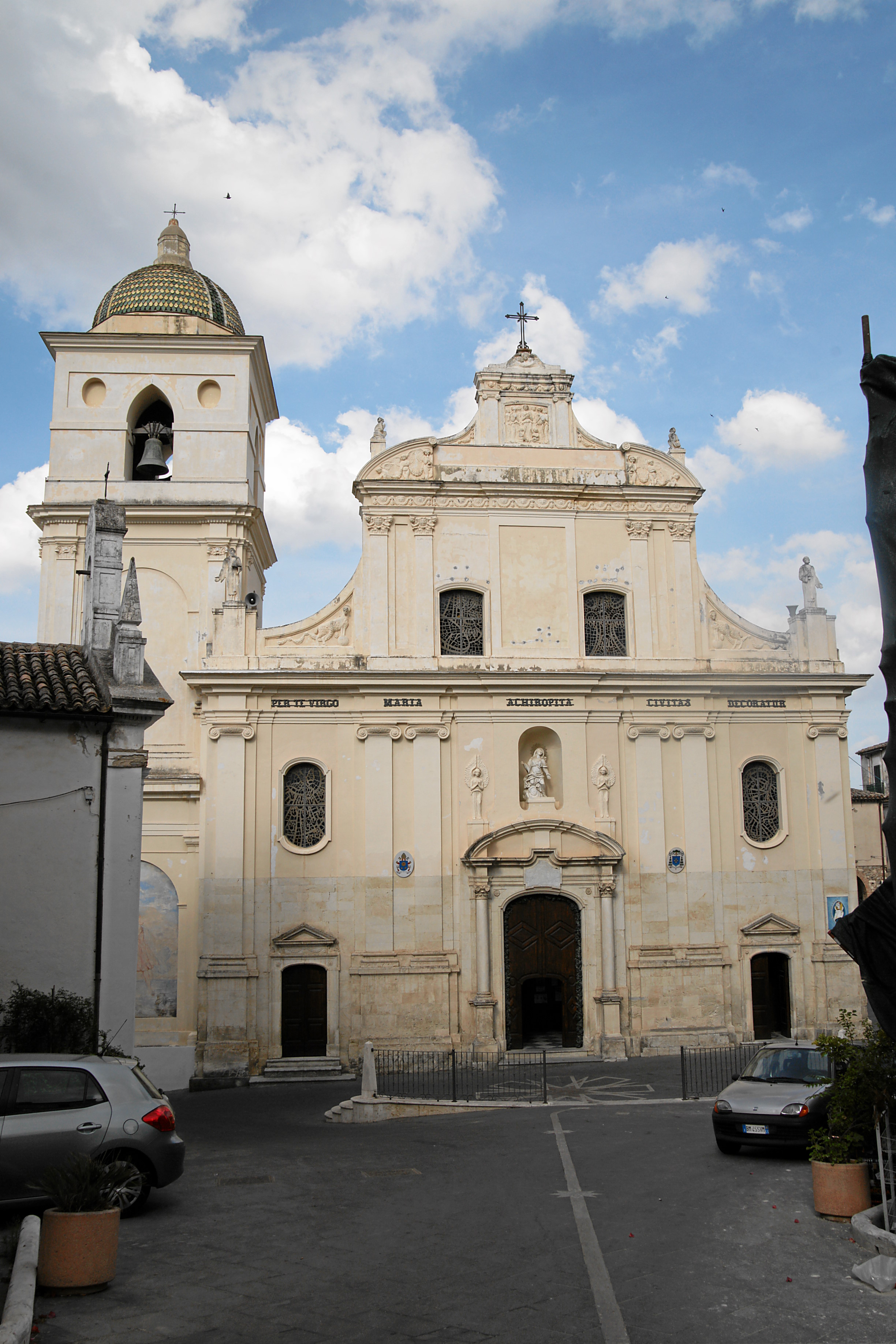
Duomo
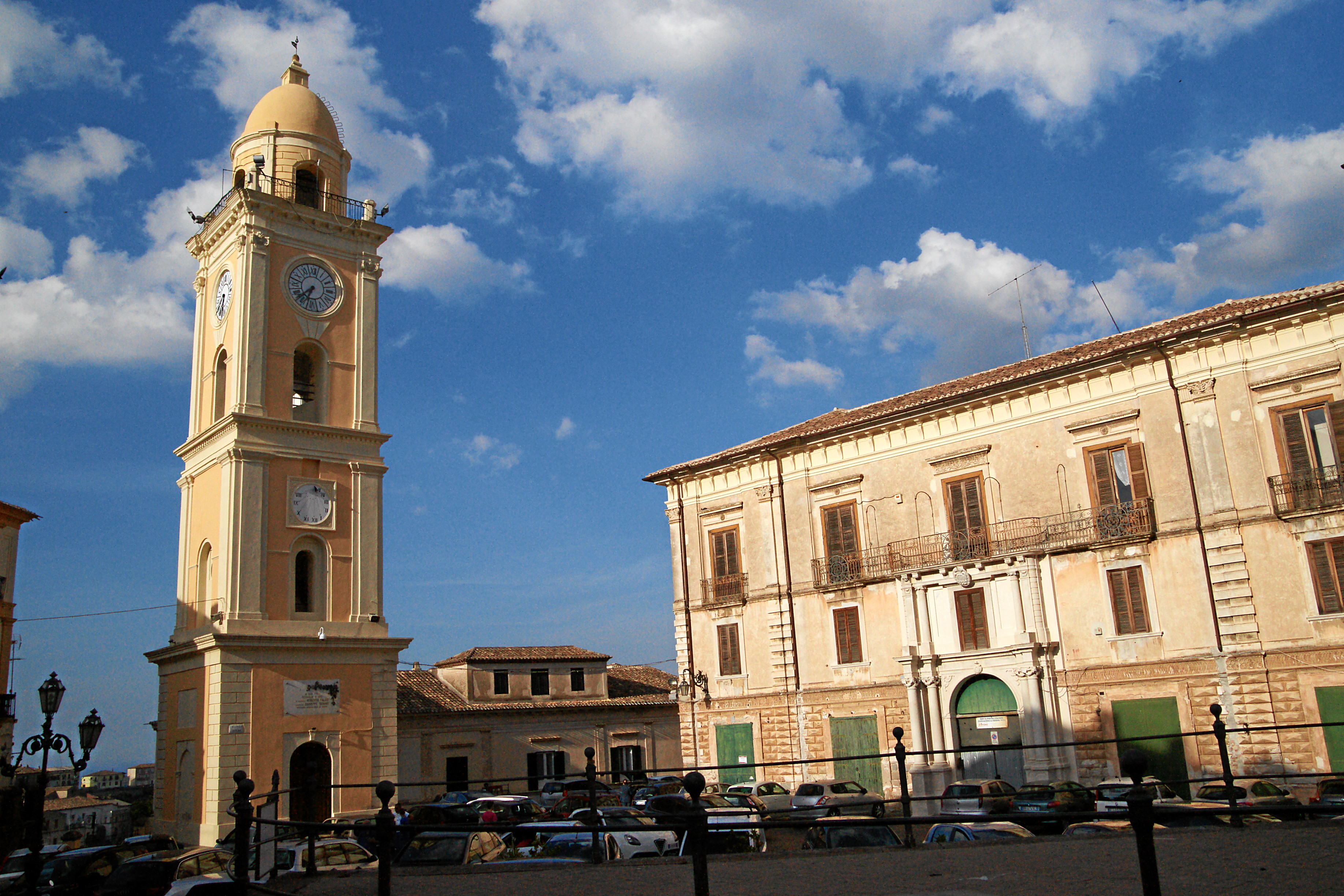
La tour de l'Horloge
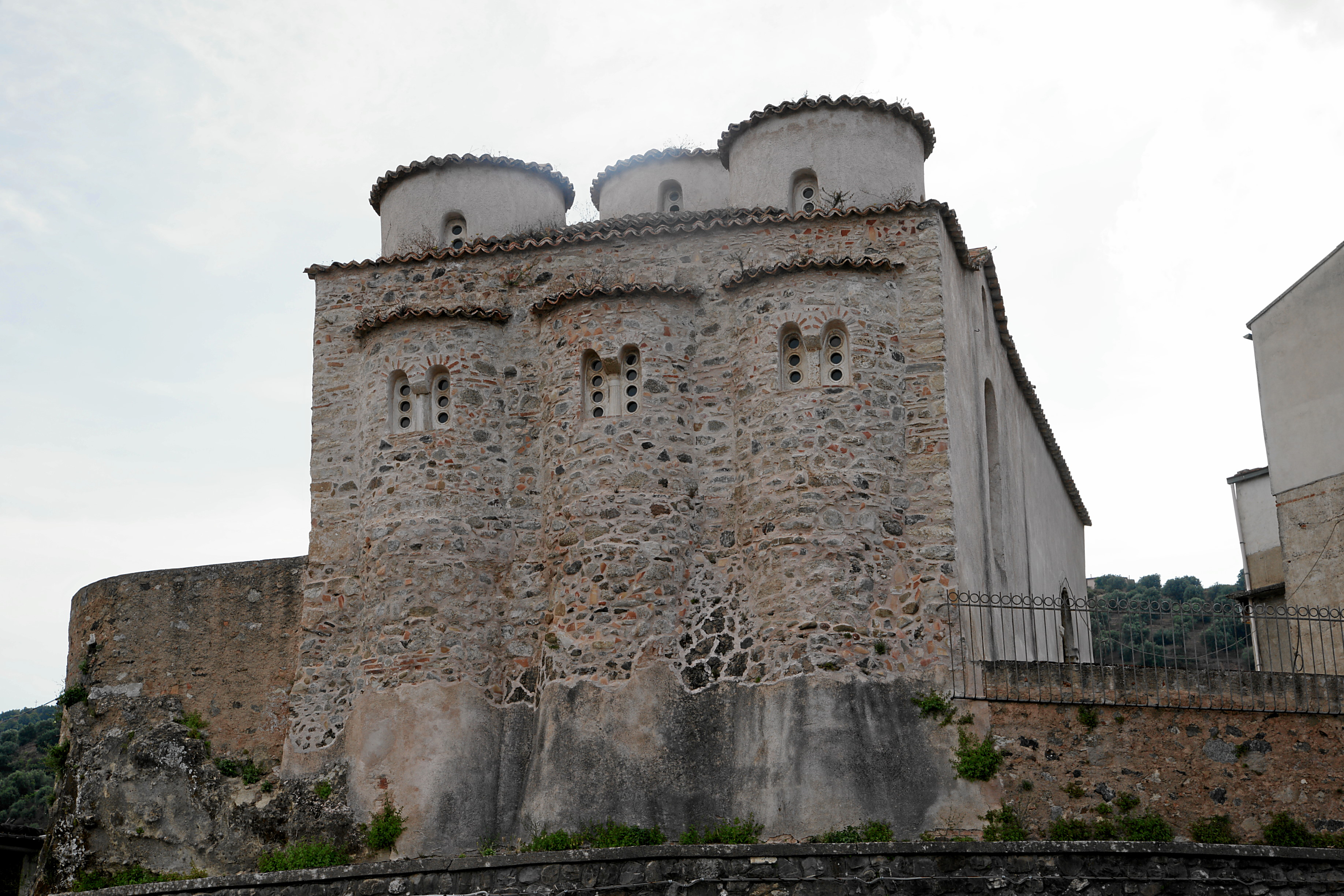
Eglise San Marco